# Двойственный многогранник
Многогранник, двойственный (или дуальный) к заданному многограннику — многогранник, у которого каждой грани исходного многогранника соответствует вершина двойственного, каждой вершине исходного — грань двойственного. Количество рёбер исходного и двойственного многогранника одинаково. Многогранник, двойственный двойственному, гомотетичен исходному.

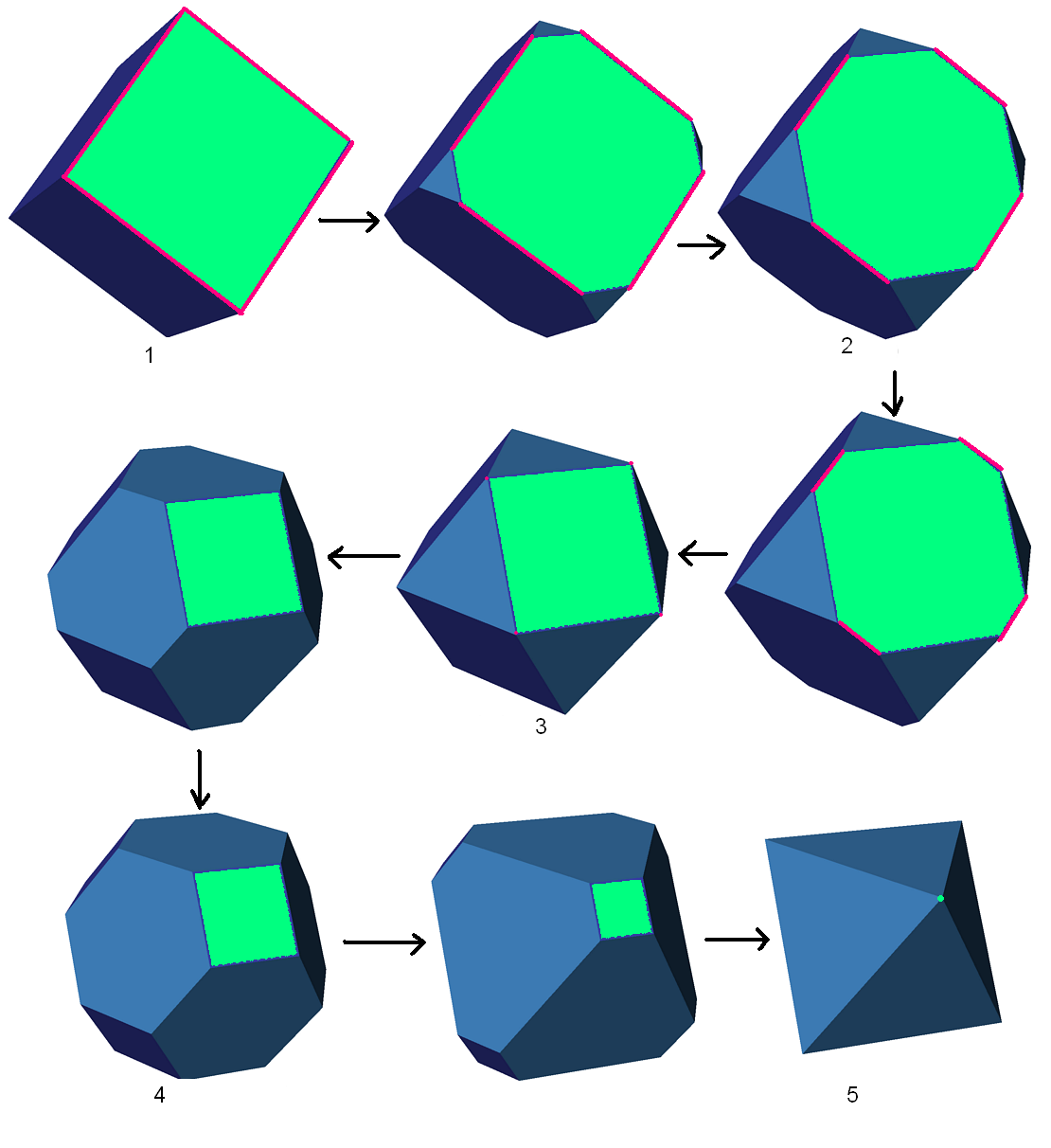
Переход от куба (1) к двойственному ему октаэдру (5) через усечённый куб (2), кубооктаэдр (3) и усечённый октаэдр (4).

## Построение
Простейший способ построения двойственного многогранника таков:
- Вершины: находятся в центре граней исходного многогранника.
- Рёбра: между вершинами проводится ребро, если соответствующие грани имеют общее ребро.

| Многогранник   | Двойственный             |
| -------------- | ------------------------ |
| Тетраэдр       | Он же (самодвойственный) |
| Октаэдр        | Куб                      |
| Икосаэдр       | Додекаэдр                |
| Кубооктаэдр    | Ромбододекаэдр           |
| Икосододекаэдр | Ромботриаконтаэдр        |

## Построение Дормана Люка
Для однородных многогранников грань двойственного многогранника может быть найдена из вершинной фигуры исходного многогранника с помощью построения Дормана Люка. Это построение первоначально было описано Канди и Роллеттом (Cundy, Rollett, 1961) и позднее было обобщено Веннинджером (Wenninger, 1983).
В качестве примера возьмём вершинную фигуру (красная) кубооктаэдра, которая используется для получения грани (голубая) ромбододекаэдра.
Перед началом построения получаем вершинную фигуру ABCD путём рассечения каждого прилежащего ребра в середине.
Построение Дормана Люка происходит следующим образом:
1. Рисуем вершинную фигуру ABCD
2. Рисуем описанную окружность (проходящую через каждый угол A, B, C и D).
3. Рисуем касательные к описанной окружности в углах A, B, C, D.
4. Отмечаем точки пересечения касательных для смежных точек E, F, G, H.
5. Многоугольник EFGH является гранью двойственного многогранника.

В этом примере размер вершинной фигуры выбран таким образом, что её описанная окружность лежит на полувписанной сфере (сфере, касающейся всех рёбер) кубооктаэдра, которая также становится полувписанной сферой двойственного ему ромбододекаэдра.
Конструкция Дормана Люка может быть использована только тогда, когда многогранник имеет такую полувписанную сферу и вершинная фигура циклична, т.е. для однородных многогранников.

## Самодвойственные многогранники
Топологически, самодвойственные многогранники — это те многогранники, двойственные которым имеют в точности ту же связь между вершинами, рёбрами и гранями. В абстрактном понимании, это многогранники с идентичными диаграммами Хассе.
Геометрически самодвойственный многогранник является не только топологически самодвойственным, полярное преобразование многогранника относительно некоторой точки, обычно, его центроида, является конгруэнтной фигурой. Например, двойственный многогранник правильного тетраэдра является другим правильным тетраэдром, (центрально симметричным относительно центра тетраэдра).
Любой многоугольник топологически самодвойственен (он имеет то же количество вершин и рёбер, и они меняются местами в результате двойственности), но, в общем случае, не являются геометрически самодвойственными (если рассматривать его как жёсткое тело). Правильные многоугольники геометрически самодвойственны — все углы равны, как и рёбра.
Наиболее принятое геометрическое представление выпуклого многогранника — представление в канонической форме, когда все его рёбра должны касаться некой сферы, центр которой совпадает с центром тяжести точек касания. Если такая фигура самодвойственна, полярное преобразование конгруэнтно ей.
Существует бесконечно много геометрически самодвойственных многогранников. Простейшее бесконечное семейство — пирамиды с n сторонами в канонической форме. Другое бесконечное семейство, удлинённые пирамиды, состоит из многогранников, которые можно представить как пирамиды, сидящие на вершинах призм (с тем же числом сторон). Добавьте усечённую пирамиду снизу призмы, и вы получите ещё одно бесконечное семейство.
Существует много других выпуклых самодвойственных многогранников. Например, существует 6 различных многогранников с 7 вершинами и 16 с 8 вершинами
Можно найти также невыпуклые самодвойственные многогранники, такие как выемчатый додекаэдр
| 3 | 4 | 5 | 6 |

| 3 | 4 | 5 |

| 3 | 4 | 5 | 6 | 7 |